# توم ملفين
توم ملفين (بالإنجليزية: Tom Melvin)‏ هو مدرب رياضي أمريكي، ولد في 1 أكتوبر 1961 في ريدوود في الولايات المتحدة.